# 4177 Коман
4177 Коман (4177 Kohman) — астероїд головного поясу, відкритий 21 вересня 1987 року.
Тіссеранів параметр щодо Юпітера — 3,034.